# Budapesti tömegközlekedési épületek és épületegyüttesek listája
Az alábbi oldal Budapesti tömegközlekedési épületek és épületegyüttesek listáját tartalmazza, beleértve a tágabban a tömegközlekedéshez köthető, -azzal összefüggésbe hozható építészeti alkotásokat is. A lista nem tartalmazza a kisebb épületeket/építményeket (kisebb őrházak, esőbeállók, stb.) és a metróvonalak földalatti épített állomásait sem.
A lista a kisebb épületekről beszerezhető információk hiánya miatt nem tekinthető teljesnek. Az elpusztult épületek sötétebb szürke színnel ki vannak emelve.

## Autóbusz közlekedéshez köthető épületek

### Helyközi és nemzetközi járatok épületei
| Kép | GU | Épületnév                        | Építés ideje | Elhelyezkedés                        | Megjegyzés |
| --- | -- | -------------------------------- | ------------ | ------------------------------------ | --- |
|     |    | Árpád híd autóbusz-állomás       | 1988         | 1133 Budapest, Árbóc u. 1-3.         | 2015-ben elbontották. Az új épület építése még folyamatban van (2023).                                                                             |
|     |    | Csepel autóbusz-állomás          | n. a.        | 1212 Budapest, Vermes Miklós utca    | |
|     |    | Erzsébet tér autóbusz-pályaudvar | 1949         | 1051 Budapest, Erzsébet tér          | 2001-ben eredeti funkciójában bezárták. Azóta különböző szórakoztatóipari létesítmények működnek benne.                                            |
|     |    | Bukarest utcai autóbusz-állomás  | 1963         | 1119 Budapest, Bukarest utca         | Tervezte: Félix Vilmos. 2000-es bezárása után munkáját a Kelenföld autóbusz-állomás vette át. Az épületben napjainkban a Tranzit Art Café működik. |
|     |    | Kelenföld autóbusz-állomás       | 1999         | 1119 Budapest, Somogyi u. 35.        | |
|     |    | Népliget autóbusz-pályaudvar     | 2002         | 1091 Budapest, Üllői út 131.         | |
|     |    | Stadion autóbusz-pályaudvar      | 2003         | 1143 Budapest, Hungária körút 48-52. | |
|     |    | Széna tér autóbusz-állomás       | 1967         | 1024 Budapest, Széna tér 2.          | 2019-ben megszűnt. |

### Budapesti járatok épületei
| Kép | GU | Épületnév                           | Építés ideje | Elhelyezkedés                        | Megjegyzés                                                                                                   |
| --- | -- | ----------------------------------- | ------------ | ------------------------------------ | --- |
|     |    | Cinkotai autóbuszgarázs             | 1975         | 1165 Budapest, Bökényföldi út 122.   | |
|     |    | Dél-pesti autóbuszgarázs            | 1983         | 1194 Budapest, Méta utca 39.         | |
|     |    | Kelenföldi autóbuszgarázs           | 1938–1941    | 1113 Budapest, Hamzsabégi út 55–57.  | Tervezte: Padányi Gulyás Jenő.                                                                               |
|     |    | Óbudai autóbuszgarázs               | 1970         | 1037 Budapest, Törökkő utca 15.      | |
|     |    | Az ArrivaBus Andor utcai telephelye | 2000         | 1119 Budapest, Andor utca 27–31.     | |
|     |    | Récsei autóbuszgarázs               | 1930         | 1146 Budapest, Cházár András utca 1. | Tervezte: Hültl Dezső és Mihailich Győző. 2000-ben megszűnt. Épületében került kialakításra a Récsei Center. |

## Trolibusz közlekedéshez köthető épületek
| Kép | GU | Épületnév                        | Építés ideje | Elhelyezkedés             | Megjegyzés |
| --- | -- | -------------------------------- | ------------ | ------------------------- | ---------- |
|     |    | Pongrácz úti trolibusz-telephely | 1962-1964    | 1101 Budapest, Zách u. 8. |            |

## Villamos közlekedéshez köthető épületek

### Egyéb épületek
| Kép | GU | Épületnév                          | Építés ideje | Elhelyezkedés                         | Megjegyzés                                                                                         |
| --- | -- | ---------------------------------- | ------------ | ------------------------------------- | -------------------------------------------------------------------------------------------------- |
|     | –  | Kolozsvári utcai lóvasúti őrház    | 1891 k.      | 1102 Budapest, Kolozsvári utca        | Régi vasúti típusépület volt. Ma a Kolozsvári utcai BKV Őrház áramátalakító állomása van a helyén. |
|     | –  | Pirók Gyula főműhely               | 1910-es évek | 1097 Budapest, Lenkei János u. 15-17. | 1998 körül elbontották.                                                                            |
|     |    | Váci úti lóvasút végállomás        | 1866         | 1138 Budapest, Váci út 201.           | Tervezte: Wágner János romantikus stílusban.                                                       |
|     |    | Füzesi Főműhely (Budai Főműhely)   | 1912         | 1115 Budapest, Bartók Béla út 135.    | A Kelenföld kocsiszín mellé épült.                                                                 |
|     |    | Kozma utcai villamosvégállomás     | 1891 k.      | 1108 Budapest, Kozma utca             | Régi vasúti típusépület. Korábban a Köztemetői vasút végállomása volt.                             |
|     |    | Hűvösvölgyi egyesített végállomás  | 1900         | 1026 Budapest, Hűvösvölgyi út         | |
|     |    | Zugligeti lóvasút végállomás (I.)  | 1885–1886    | 1121 Budapest, Zugligeti út 64.       | A közelmúltban felújították, és 2017-től Lóvasút Kulturális és Rendezvényközpontként működik.      |
|     |    | Zugligeti lóvasút végállomás (II.) | ?            | 1121 Budapest, Zugligeti út 101.      | 58-as kisvendéglő néven működik.                                                                   |

## Metró közlekedéshez köthető épületek
| Kép | GU | Épületnév                                      | Építés ideje | Elhelyezkedés                                      | Megjegyzés |
| --- | -- | ---------------------------------------------- | ------------ | -------------------------------------------------- | --- |
|     | –  | A Millenniumi Földalatti Vasút lejárócsarnokai | 1896         | a Millenniumi Földalatti Vasút vonalán több ponton | Művészi kialakítású kis lejáróépületek voltak, amely már 1911 és 1924 között elbontásra kerültek, meg túl díszesnek és a forgalmat akadályozónak minősítették őket.             |
|     |    | Aréna úti kocsiszín                            | 1889         | 1068 Budapest, Dózsa György út 110.                | A Millenniumi Földalatti Vasúthoz épült, de az 1970-es évektől ilyen formában nem üzemel, mert új kocsiszín épült (Mexikói úti járműtelep). Az épületet a MÁV kórház használja. |
|     |    | Mexikói úti járműtelep                         | 1970-es évek | 1149 Budapest, Mexikói út 21-23.                   | |
|     |    | Fehér úti Főműhely és metró kocsiszín          | 1950–1975    | 1106 Budapest, Fehér út 1/b.                       | Az M2-es metróvonal részére épült, de össze van kötve a környező villamos vonalakkal és a vasúttal is.                                                                          |
|     |    | Kőér utcai járműtelep                          | 1974–1983    | 1103 Budapest, Kőér u. 2d                          | Az M3-as metróvonal részére épült. |
|     |    | Gyergyótölgyes utcai járműtelep                | 2013         | 1119 Budapest, Gyergyótölgyes utca                 | |
|     | –  | Földalatti Vasúti Múzeum                       | 1975         | 1051 Budapest, Erzsébet tér 14.                    | A Millenniumi Földalatti Vasút egy lezárt állomásán rendezték be. |

## HÉV  közlekedéshez köthető épületek
| Kép | GU | Épületnév                                           | Építés ideje | Elhelyezkedés                      | Megjegyzés |
| --- | -- | --------------------------------------------------- | ------------ | ---------------------------------- | --- |
|     |    | Cinkota kocsiszín (MÁV-HÉV Zrt. Cinkota Járműtelep) | n. a.        | 1164 Budapest, Állomás tér         | |
|     |    | A Filatorigáti teherpályaudvar épülete              | 1888         | 1033 Budapest, Szentendrei út 104. | Filatorigát megállóhelynél. A teherpályaudvart elbontották. A megmaradt épületben a Filatorigát HÉV Áramátalakító működik. |

## Keskeny nyomközű vasúti közlekedéshez köthető épületek
A Széchenyi-hegyi Gyermekvasút épületei:
| Kép | GU | Épületnév                                                                                   | Építés ideje | Elhelyezkedés                               | Megjegyzés |
| --- | -- | ------------------------------------------------------------------------------------------- | ------------ | ------------------------------------------- | ---------- |
|     |    | Széchenyihegy vasútállomás állomásépület                                                    | 1948         | 1121 Budapest, Hegyhát út 5.                |            |
|     |    | Széchenyihegy vasútállomás váltóállító torony                                               | 1948         | 1121 Budapest, Hegyhát út                   |            |
|     |    | Széchenyihegy vasútállomás kocsiszín                                                        | 1948         | 1021 Budapest, Gyermekvasúthoz vezető út 5. |            |
|     |    | Csillebérc vasútállomás állomásépület                                                       | 1948         | 1121 Budapest, Konkoly Thege Miklós út      |            |
|     |    | Virágvölgy vasútállomás állomásépület                                                       | 1948         | a Budai-hegység erdős részén                |            |
|     |    | Jánoshegy vasútállomás állomásépület                                                        | 1949         | a Budai-hegység erdős részén                |            |
|     |    | Szépjuhászné vasútállomás állomásépület                                                     | 1949         | 1021 Budapest, Budakeszi út                 |            |
|     |    | Hárshegy vasútállomás állomásépület                                                         | 1950         | a Budai-hegység erdős részén                |            |
|     |    | Hűvösvölgy vasútállomás állomásépület                                                       | 1950         | 1021 Budapest, Gyermekvasúthoz vezető út 5. |            |
|     |    | Hűvösvölgy vasútállomás étterem és múzeumépület                                             | 1950         | 1021 Budapest, Gyermekvasúthoz vezető út 5. |            |
|     |    | Hűvösvölgy vasútállomás vontatási telepe / kocsiszíne (Bátori László utcai vontatási telep) | 1951         | 1029 Budapest, Bátori László utca           |            |

## Egyéb  közlekedéshez köthető épületek
| Kép | GU | Épületnév                                         | Építés ideje | Elhelyezkedés                                 | Megjegyzés |
| --- | -- | ------------------------------------------------- | ------------ | --------------------------------------------- | --- |
|     |    | Kolozsvári utcai BKV Őrház áramátalakító állomás  | ?            | 1102 Budapest, Kolozsvári utca                | A korábbi őrház helyére épült. |
|     |    | Ferenc áramátalakító állomás                      | 1909         | 1097 Budapest, Könyves Kálmán körút 9.        | A Ferencvárosi kocsiszín mellett épült fel.                                                                                                 |
|     |    | Városmajor kocsiszín                              | 1874         | 1125 Budapest, Szilágyi Erzsébet fasor 14–16. | A Budapesti fogaskerekű vasút épülete. |
|     |    | A Budavári sikló Clark Ádám téri állomásépülete   | 1868–1870    | 1013 Budapest, Clark Ádám tér                 | |
|     |    | A Budavári sikló Szent György téri állomásépülete | 1868–1870    | 1014 Budapest, Szent György tér               | |
|     |    | régi Közlekedési Múzeum                           | 1899         | 1146 Budapest, Hermina út 26-28. Magyarország | Tervezte: Pfaff Ferenc. A második világháború alatt részben elpusztult. 1987-ben új szárny épült hozzá. Mindkét részt 2017-ben elbontották. |
|     |    | új Közlekedési Múzeum                             | ?            | 1146 Budapest, Kőbányai út 30-36.             | A volt Északi Járműjavító területén egy részén fog létrejönni.                                                                              |
|     |    | BKV székház (volt Beszkárt székház)               | 1926         | 1072 Budapest, Akácfa utca 15-23.             | Tervezte: Wälder Gyula. |
|     |    | Budapesti libegő zugligeti állomás                | 1969–1970    | 1121 Budapest, Zugligeti út 97.               | |
|     |    | Budapesti libegő jánoshegyi állomás               | 1969–1970    | 1121 Budapest, Jánoshegyi út                  | |